# Miha Gale
Miha Gale, slovenski smučar prostega sloga, * 29. januar 1977, Ljubljana.
Gale je za Slovenijo nastopil na Zimskih olimpijskih igrah 1998 v Naganu in na Zimskih olimpijskih igrah 2002 v Salt Lake Cityju, kjer je v akrobatskih skokih osvojil 22. oziroma 17. mesto.